# Dupljaj
Dupljaj (cyr. Дупљај) – wieś w Serbii, w okręgu kolubarskim, w mieście Valjevo. W 2011 roku liczyła 351 mieszkańców.